# San Sebastián cuidado por santa Irene (Terbrugghen)
San Sebastián cuidado por santa Irene es una obra del pintor holandés Hendrick ter Brugghen.
Está realizado en óleo sobre tela, y fue pintado en el año 1625. Mide 150,2 cm de alto y 120 cm de ancho. Se exhibe actualmente en el Museo de Arte Allen Memorial de Oberlin (Ohio), en los Estados Unidos.
Este cuadro representa un tema bastante difundido en el siglo XVII en las representaciones relacionadas con san Sebastián y es el cuidado que le prestó santa Irene, lo que permitía reflejar una imagen de la Iglesia como institución humanitaria. Las representaciones renacentistas preferían el momento en que san Sebastián era atravesado por numerosas flechas, que permitían realizar un desnudo masculino con la excusa de una pintura narrativa.